# جائزة أستراليا الكبرى 1952
جائزة أستراليا الكبرى 1952 هو سباق فورمولا 1 أقيم بتاريخ 14 أبريل 1952 في نيوساوث ويلز.